# Aethes intactana
Aethes intactana es una especie de polilla del género Aethes, categorizada en la tribu Cochylini, de la subfamilia Tortricinae.

## Distribución
Se distribuye por Estados Unidos.

## Taxonomía
Fue descrita por Walsingham en 1879 y publicada en (Cochylis), Illust. typical Specimens Lepid. Heterocera Colln. Br. Mus 4: 27.